# 潘普洛纳斗牛场
潘普洛纳斗牛场（Plaza de Toros de Pamplona）是一个斗牛场，位于西班牙纳瓦拉大区首府潘普洛纳。目前用于斗牛。该斗牛场兴建于1922年，一共能容纳19529人，是西班牙第二大斗牛场。在圣费尔明节期间，这里是奔牛的终点。
42°48′57.12″N 1°38′22.37″W / 42.8158667°N 1.6395472°W